# WWE Women's United States Championship
WWE Women's United States Championship je profesionální wrestlingový titul vytvořený a propagovaný společností WWE. Obhajuje se na značce SmackDown a jedná se o jeden ze dvou sekundárních ženských titulů na hlavním rosteru, spolu s WWE Women's Intercontinental Championship, který náleží značce Raw. Titul byl oficiálně představen v epizodě SmackDown dne 8. listopadu 2024. Zelina Vega je současnou šampionkou a drží titul poprvé v kariéře. Získala ho 25. dubna 2025, kdy v epizodě SmackDownu porazila Chelsea Green.

## Historie
Na SmackDownu 8. listopadu 2024 odhalil generální manažer Nick Aldis nový titul WWE Women's United States Championship, určený pro ženskou divizi této značky jako sekundární šampionát a ženský protějšek mužského WWE United States Championship. Krátce poté, 25. listopadu, byl na Raw zaveden také WWE Women's Intercontinental Championship.
Před vysíláním epizody SmackDownu z 15. listopadu Aldis oznámil, že právě v tento večer odstartují turnajové zápasy, jejichž cílem bude korunovat historicky první držitelku nového titulu. První kolo tvořily čtyři triple threat zápasy, jejichž vítězky postoupily do semifinále (tentokrát už singles zápasy), a vítězky těchto semifinálových zápasů se následně utkaly ve finále turnaje na galavečeru Saturday Night’s Main Event XXXVII, který se konal 14. prosince 2024.
Ohlášené účastnice turnaje byly: Bayley, B-Fab, Candice LeRae, Bianca Belair, Chelsea Green, Blair Davenport, Michin, Piper Niven, Jade Cargill, Naomi, Tiffany Stratton a Elektra Lopez. Jade Cargill však byla z turnaje vyřazena kvůli zákulisnímu útoku a nahrazena Lash Legend z NXT. Ve finále turnaje pak Chelsea Green porazila Michin a stala se první držitelkou titulu.

## Držitelé
| Pořadi | Jméno         | Datum výhry       | Akce                               | Počet držení | Počet dní |
| ------ | ------------- | ----------------- | ---------------------------------- | ------------ | --------- |
| 1.     | Chelsea Green | 14. prosince 2024 | Saturday Night’s Main Event XXXVII | 1            | 131       |
| 2.     | Zelina Vega   | 25. dubna 2025    | SmackDown                          | 1            | 47+       |